# Уитмер, Лоренс
Лоренс Уитмер (англ. Lawrence Witmer, также Ларри Уитмер, Лоренс Витмер) — американский палеонтолог, профессор университета Огайо.

## Палеонтологическая деятельность
Лоренс Уитмер является одним из достаточно видных специалистов в своей области. Он имеет звание профессора в области анатомии, также является профессором палеонтологии в Отделении Биомедицинских наук Колледжа Остеопатической Медицины в университете Огайо.
О том, какие цели и задачи преследует Уитмер в своей научной деятельности и чем он руководствуется, можно судить по этой его фразе:
Использовать строение вымерших и современных животных чтобы истолковать историю эволюции...и делиться этой историей с более широким сообществом.
Этот принцип, в том числе, позволил добиться ему успеха в палеонтологической деятельности: Уитмер знаменит на весь мир своими научными изысканиями и открытиями и, помимо различных телевизионных шоу, Уитмер также проводит исследования для различных научных публикаций и журналов. Особое внимание публики заслужил его инновационный подход. Он был одним из первых учёных, кто применил метод компьютерной томографии (CT-сканирования) в палеонтологической деятельности. Этот метод включает серию рентгеновских снимков изучаемого объекта, сделанных под разными углами, и в результате получается изображение поперечного сечения. Поскольку Уитмер, как известно, занимается преимущественно изучением мягких тканей доисторических животных (которые, в отличие от костей и некоторых других частей тела, не окаменевают), он, используя трёхмерные изображения, пытается как бы «заполнить» недостающие звенья, которые этими мягкими тканями и являются. Сам Уитмер называет этот процесс «конкретизацией окаменелостей». Используя эту технологию, он также сравнивает строение современных животных с таковым у древних, чтобы понять, как они жили и развивались. В результате, деятельность Уитмера приняла самые разнообразные обороты — от изучения носового аппарата диплодока и слухового анализатора тираннозавра до изучения рогов носорога и воздушного потока в черепной коробке аллигатора. В частности, он вместе со своим коллегой Хорнером участвовал в проведении тщательного изучения останков тираннозавра рекса, которое в итоге помогло сделать вывод о том, что он являлся падальщиком. Но в ходе этих исследований Уитмеру удалось узнать многое и о строении внутреннего уха этого динозавра.

Изучение внутреннего уха позволяет ближе подойти к разгадке поведения тираннозавров. Его строение может нам многое рассказать о характере движений животного, к примеру, о том, насколько эти существа были проворными.
 И в итоге получилось, что это плотоядное было весьма медлительным созданием.
Сам же Уитмер рассказывал, что анатомия для него и его лаборантов — это своеобразный инвентарь, арсенал рабочих средств, поскольку анатомические детали тех содержат в себе информацию о том, как животные в течение эволюции приспосабливались к условиям окружающей среды.

## Фильмография
Уитмер неоднократно появлялся на экране, принимая участие в разнообразных документальных фильмах и телевизионных программах на палеонтологическую тематику, показанных на таких каналах, как Discovery Channel, History Channel, National Geographic Channel и CBS. Ниже приведён список тех научно-популярных фильмов и сериалов, в которых он появлялся за время своей палеонтологической карьеры.
History Channel:
1. «Jurassic Fight Club», 2008 (Бойцовский клуб юрского периода, также Войны юрского периода) — появлялся в нескольких эпизодах сериала[10], рассказывая преимущественно о результатах своих исследований (в частности, проведенной им оксиальной томографии черепной коробки того или иного представителя древней фауны с целью выявить аспекты его поведения.
2. «Prehistoric Monsters Revealed», 2008 — в этом фильме было показана исследовательская лаборатория Уитмера и работа, проводимая им и его коллегами над останками птерозавров и фороракосов[10].

Discovery Channel:
1. «Dino Gangs», 2011
2. «Mega Beasts: Terror Bird», 2009
3. «Clash of the Dinosaurs», 2009
4. «Monsters Resurrected: Biggest Killer Dino», 2009
5. «Daily Planet» (Discovery Channel Canada) daily science news program, multiple appearances

National Geographic Channel:
1. «The Great Dinosaur Escape», 2011
2. «Bizarre Dinosaurs», 2009 (multiple airings)
3. «Prehistoric Predators: Razor Jaws», 2009
4. «Prehistoric Predator: Killer Pig», 2009
5. «Prehistoric Predator: Terror Birds», 2009

CBS:
1. CSI Miami, — «Match Made In Hell», 2011

## Научные публикации
- Совместно с аргентинским палеонтологом Луисом М. Хиаппе: Mesozoic Birds: Above the Heads of Dinosaurs, Berkeley: University of California Press, 2002
- The search for the origin of birds, New York: Franklin Watts, 1995
- Совместно с Дэвидом Б. Вейсхампелем и доктором Норманом: Basal Ornithischia, Basal Thyreophora; совместно с Норманом, Родольфо Кориа и Гансом-Дитером Сьюзом: Basal Ornithopoda; совместно с Вейсхампелем, Осмольской и Додсоном: The Dinosauria, University of California Press, 2-е издание, 2004.